# 1832 na literatura

## Nascimentos
| Data           | Nome                  | Profissão | Nacionalidade  | Observações | Ref |
| -------------- | --------------------- | --------- | -------------- | ----------- | --- |
| 29 de Novembro | Louisa May Alcott     | escritora | Estados Unidos | m. 1888     |     |
| 8 de Dezembro  | Bjørnstjerne Bjørnson | escritor  | Noruega        | m. 1910     |     |

## Mortes
| Data           | Nome                       | Profissão | Nacionalidade | Observações | Ref |
| -------------- | -------------------------- | --------- | ------------- | ----------- | --- |
| 4 de março     | Jean-François Champollion  | linguista | França        | n. 1790     |     |
| 22 de Março    | Johann Wolfgang von Goethe | escritor  | Alemanha      | n. 1749     |     |
| 21 de Setembro | Walter Scott               | escritor  | Escócia       | n. 1771     |     |